# (6467) Prilepina
(6467) Prilepina es un asteroide perteneciente al cinturón de asteroides, región del sistema solar que se encuentra entre las órbitas de Marte y Júpiter.
Fue descubierto el 14 de octubre de 1979 por Nikolái Stepánovich Chernyj desde el Observatorio Astrofísico de Crimea.

## Designación y nombre
Designado provisionalmente como 1979 TS2 fue nombrado en honor de Svetlana Semenovna Prilepina, graduada del Departamento de Astronomía de la Universidad Estatal de los Urales en Ekaterimburgo y una de las organizadoras de la Escuela Astronómica de Invierno anual en el Observatorio Astronómico de Kourovka. También es una talentosa cantante aficionada.

## Características orbitales
Prilepina está situado a una distancia media del Sol de 2,654 ua, pudiendo alejarse hasta 2,955 ua y acercarse hasta 2,353 ua. Su excentricidad es 0,113 y la inclinación orbital 4,634 grados. Emplea 1579,47 días en completar una órbita alrededor del Sol.

## Características físicas
La magnitud absoluta de Prilepina es 13,14. Tiene 16,788 km de diámetro y su albedo se estima en 0,048.